# کریستین ژانت
کریستین ژانت (انگلیسی: Cristian Jeandet؛ زادهٔ ۱ مارس ۱۹۷۵) بازیکن فوتبال اهل آرژانتین است.
از باشگاه‌هایی که در آن بازی کرده‌است می‌توان به باشگاه فوتبال لانوس، باشگاه فوتبال استودیانتس، باشگاه فوتبال بلومینگ، باشگاه فوتبال جیمناسیا لاپلاتا، و باشگاه فوتبال الوداد کازابلانکا اشاره کرد.